# Дэвис, Билли
Уильям Макинтош «Билли» Дэвис (англ. William McIntosh Davies; род. 31 мая 1964, Глазго) — шотландский футболист и футбольный тренер.

## Карьера
Дэвис хорошо известен по работе с «Дерби Каунти», главным тренером которого он являлся. 1 января 2009 года назначен главным тренером английского клуба «Ноттингем Форест», выступающего в Чемпионате футбольной лиги Англии (II). Контракт подписан на 3,5 года. 12 июня 2011 года расторг контракт с «Ноттингем Форест».